# Azad Khan Afgan
Azad Khan Afgan   (Afganistan, 1712 - Siraz, 1781) fou governant de part de Pèrsia en lluita amb altres generals i pretedents al tron, a la mort de Nadir Shah (1747). Era fill del cap ghalzay de Kabul Sulayman Khan.
Es va unir a l'exèrcit de Nadir Shah després de la conquesta per aquest de Kabul (1738) i va participar en les posteriors campanyes a l'Índia i Iran. Quan nadir fou assassinat era el segon en el còmodament després d'amir Arslan Khan Kerklu Afshar, sardar (governador) de l'Azerbaidjan. Va donar suport llavors a Ibrahim Mirza Afshar, nebot de Nadir, i el va ajudar a derrotar a Arslan Khan. Llavors va obtenir el títol honorífic de Khan.
El 1749 Ibrahim fou derrotat per Shahruk Shah i Azad Khan, amb la seva força d'entre deu i quinze mil homes, es va posar al servei de Mīr Sayyed Moḥammad, el superintendent de la capella de Mashad que li va ordenar retirar-se cap a Qazwin. Així ho va fer i llavors es va posar al servei del kurd Khalid Paixà, el governador otomà de Shahrazur. Tot seguit va estar al servei de Naki Khan Kasemu Afshar al que va ajudar a expulsar al seu germà Mahdi Khan de Tabriz. Va continuar una sèrie d'aliances amb caps kurds i turcs locals, i finalment es va sotmetre a Irakli, regent de Kartli i Kakhètia (persa Gorjestan) amb la filla del qual es va casar el 1752; llavors va passar a controlar el territori entre Ardabil i Urmia. El poder del regent li va permetre estendre el seu poder cap al nord del riu Aras, i la primavera del 1753 va aprofitar per incorporar les províncies centrals de les muntanyes dels Zagros.
Havia esdevingut prou poderós com per ser sol·licitat pel cap dels bakhtiyari, Ali Mardan Khan, que amb els seus aliats, avançaven des de Bagdad amb un pretendent safàvida, i es van establir a Siraz. Azad va ajudar a Ali Mardan a conquerir Kermansah que dominava el regent de l'Iran occidental Karim Khan Zand, però les seves forces van arribar massa tard i Ali Mardan fou derrotat per Karim. Finalment aquest va perseguir als atacants i va acabar derrotat. Azad va aprofitar aquell moment per apoderar-se amb un estratagema de la fortalesa Zand de Pari (prop de Malayir) fent presoner a 17 kans zand i 50 dones i criatures inclosa la mare de Karim Khan; els captius foren portats a Urmia. Pel camí els captius van subornar als guardians i van fugir reunint-se amb Karim a Burudjerd.
A la primavera del 1754 Azad Khan Afgan de l'Azerbaidjan i Fath Ali Khan Afshar (kan d'Urmiyya) van expulsar a Karim Khan dels seus quarters d'hivern a Kumesha i es van apoderar de Shiraz, empenyent-lo cap a Kazerun; amb el suport d'un cap local, Rustam Khan Keshti, els zand van fer caure a Fath Ali Khan en una emboscada al congost de Kamarej, i el van derrotar, i Shiraz va retornar als zand el 29 de novembre de 1754.
A partir d'aquí Azad va començar a perdre terreny; fou expulsat d'Esfahan pels qadjars (1755) i a començament del 1756 d'Urmia. El 1756 va aprofitar que els qadjar foren rebutjats en el seu setge de Shiraz per recuperar Esfahan i Urmia i va perseguir als qadjar en retirada cap a la costa Càspia; però en un atac sorpresa a Rasht l'hivern, el qadjar Muhammad Hasan Khan va derrotar a Azad i seguidament el va expulsar de l'Azerbaidjan; primer el qadjar va ocupar Tabriz i després d'una batalla sagnant el juny de 1757 Urmia es va rendir als qadjars i Azad va fugir amb els seus cap a Bagdad.
El 1759/1760 va fer un nou intent amb suport de Sulayman Pasha de Bagdad i Irakli de Geòrgia, per retornar a l'Azerbaidjan, però tots es van aliar en contra incloent els seus antics aliats com Fatḥ Ali Khan Afshar, i fou derrotat a Maragha. Azad va fugir a Tbilisi a la cort d'Irakli (Erekle) on va restar dos anys.
El 1762 Karim Khan, que dominava tot el nord de l'Iran, el va convidar a entregar-se. Ho va fer i va acabar els seus dies còmodament a Shiraz pensionat pel xa Zand. A la seva mort el 1781 fou portat a Kabul per ser enterrat.